# Antonio Mansilla
José Antonio Mansilla Muñoz (Castro, 5 de junio de 1911-Puerto Montt, 21 de julio de 1972) fue un activo militante comunista del sur de Chile. Arribó a Puerto Montt en 1962, desde Cochamó. Fue obrero agrícola y trabajo en la construcción para posteriormente, a comienzo de la década de 1970, jubilarse. Estudió hasta enseñanza básica, eso no le impidió que fuera un autodidacta, lo que le permitía desenvolverse bien en cualquier tema. 
Como militante comunista ejerció las labores de encargado agrario y sindical, recibiendo por su destacado trabajo la medalla "Luis Emilio Recabarren". También fue un activo integrante de la Central Única de Trabajadores ( CUT), donde ocupó el cargo de secretario de conflictos de la CUT, lo que le permitió tener un profundo conocimiento del movimiento sindical obrero y campesino de esta zona austral del mundo. 
Por su labor política y sindical, vivía en la sede del PC de Puerto Montt, que estaba a su cuidado. El 21 de julio de 1972 moriría acompañado de su esposa Cecilia Mansilla Téllez y su hija Gladys de 9 años en esta sede política a causa de un incendio intencional, que según diversos antecedentes de la época fue provocado por la organización de extrema derecha Patria y Libertad.